# Корнієнко Неллі Іванівна
Неллі Іванівна Корнієнко (нар. 23 травня 1938, Москва, РРФСР, СРСР — пом. 9 травня 2019, Москва, Росія) — радянська й російська актриса театру і кіно, театральний педагог. Народна артистка РРФСР (1974).

## Біографія
Народилася 23 травня 1938 року.
У 1959 році, після закінчення Театрального училища імені М. С. Щепкіна (курс Віктора Коршунова), була запрошена до трупи Малого театру, де незабаром стала однією з провідних актрис.
У 1980 — 1988 роках викладала в Театральному училищі імені М. С. Щепкіна.
У кіно знімалася з 1960 року.
Померла 9 травня 2019 року на 81-у році життя після тривалої хвороби. Прощання з актрисою відбулося 13 травня в Малому театрі. Урна з прахом похована на Донському кладовищі на південному заході Москви.

### Особисте життя
Була одружена з актором Юрієм Васильєвим (1939—1999). У них народилася дочка Катерина. Онук — Микола.

## Фільмографія
- 1960 — Ловці губок —  Леньє (головна роль)
- 1965 — Наш будинок —  Таня
- 1973 — Так і буде (фільм-спектакль) —  Оля (головна роль)
- 1974 — Будинок Островського (фільм-спектакль) —  Купава / Лідія Чебоксарова
- 1974 — Птахи нашої молодості (фільм-спектакль) —  Докіца
- 1977 — Горе від розуму (фільм-спектакль) —  Софія Павлівна
- 1978 — Засіб Макропулоса (фільм-спектакль) —  Емілія Марті (головна роль)
- 1980 — Берег (фільм-спектакль) —  Емма
- 1980 — День народження Терези (фільм-спектакль) —  Тереза   (головна роль)
- 1980 — Змова Фієско в Генуї (фільм-спектакль) —  Джулія
- 1980 — Скандальна подія в Брікміллі —  Делія Мун   (головна роль)
- 1981 — Прибуткове місце (фільм-спектакль) — Ганна Павлівна Вишневська  (головна роль)
- 1982 — Діти Ванюшина (фільм-спектакль) —  Людмила
- 1982 — Побачення з молодістю —  Олена, дружина Полякова
- 1986 — На велелюдному місці (фільм-спектакль) —  Євгенія Миронівна   (головна роль)
- 1990 — …І аз воздам (фільм-спектакль) —  Олександра Федорівна   (головна роль)
- 1992 — Непередбачені візити —  Ніна Григорівна Ботвінская   (головна роль)
- 1994 — Цар Борис (фільм-спектакль) —  цариця Марія Григорівна

Озвучування
- 1984 — Нічний квітка (мультфільм)
- 1987 — Мартинко (мультфільм) —  Раїска

## Нагороди
- Заслужена артистка РРФСР (1969).
- Народна артистка РРФСР (1974).
- Нагороджена орденами Дружби народів (1989) і Пошани (1999), а також медалями «За доблесну працю в ознаменування 100-річчя від дня народження В. І. Леніна» (1970) і «Ветеран праці» (1984).